# 손립

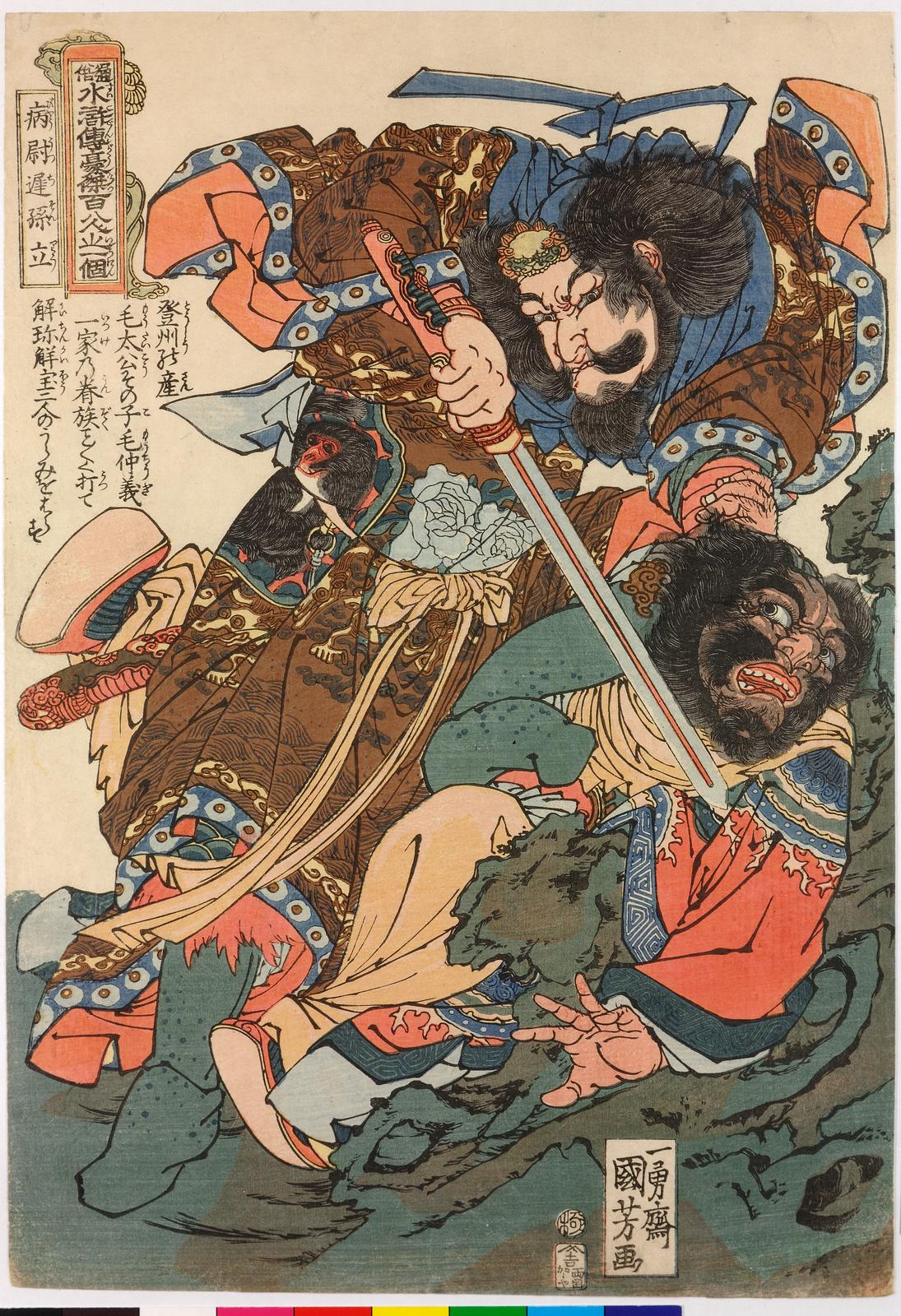

손립(孫立)은 중국의 사대기서(四大奇書) 중 하나인 《수호전》(水滸傳)에 등장하는 인물로, 108성 중 39위이자 지살성(地煞星)의 지용성(地勇星)에 해당한다. 별호는 병울지(病尉遲). 병울지의 '병(病)'이란 단어는 중국 문학계에서 이는 병이 있다는 뜻이 아니라 더 낫다는 뜻의 항주 방언 접두사로 본다. 울지란 철편에 능하고 무용이 뛰어났기 때문에 당나라 장수이자 철편의 달인인 울지경덕(魏知敬德)을 빗대어 붙여진 데서 유래했다. 그 밖에도 창이나 활에 능하다. 동생은 손신(孫新). 아내는 악화의 누나 악대랑자이고, 친척으로 해진, 해보, 동문으로 난정옥이 있다. 호연작과 일대일 대결로 호각을 겨루는 등 양산박에서도 손꼽히는 솜씨를 지녔다.

## 생애
등주 제일의 무예를 가지고 있던 병마제할이었다. 어느 날 동생 손신의 심부름꾼이 찾아와 처제 고대수가 병으로 위독한 상태라고 말하고, 아내와 함께 손신의 집으로 향한다. 하지만 손신의 집에 도착하여 고대수의 방으로 들어가니 고대수는 건강하고 옆에는 등운산 산적인 추연과 추윤의 모습이 있었다. 이에 손신으로부터 친척인 해진과 해보가 모태공의 함정에 빠져 투옥되어 처형되려 한다는 말을 듣고 두 사람의 구출을 위해 강력한 협조를 강요받는다. 손립은 고뇌 끝에 이를 승낙한다. 그리고 해형제를 구출한 뒤 해형제와 함께 모태공의 저택을 급습하여 모태공과 그의 아들 모중의 등 일가와 사위인 왕정을 추연, 추윤 등과 함께 몰살시킨다. 이후 손신의 제안대로 모두 양산박으로 향한다.
양산박에 도착하자 석용으로부터 양산박이 축가장과 교전 중이라는 소식을 듣고, 동문인 난정옥이 축가장의 무예사범으로 있는 것을 이용하여 축가장을 함락시키기 위해 오용으로부터 계략을 받아 같이 온 등주의 식구들을 거느리고 축가장으로 향한다. 축가장에 도착한 후 축가장 사람들을 속여 축가장에 들어가는데 성공하자 공격해 온 석수와 맞붙어 계획한대로 일부러 붙잡아 축가장의 신용을 얻었다. 아울러 손신과 식구들에게 축가장의 길을 세밀하게 살피게 하고 양산박군 포로들에게 계획 절차를 전해올 내응에 대비한다. 며칠 후 축가 삼형제와 난정옥이 출진한 것을 보고 축가장을 안에서 무너트려 멸망시켰다.
양산박 입산 후에도 많은 전투에 등장하여 고당주·호연작전·청주·망탕산·증두시·동창부 전투에 참여하였다.
108명이 양산박에 모인 후에는 양산박의 마군소표장이 된다. 동관전에서는 구궁팔괘진에서 임충의 부장으로 참가하였다.
송나라 조정 귀순 후의 요나라전에서는 송강 부대에 가담하여 계주·유주로 나아가 적장 구진원을 죽이고, 올안광과의 전투에서도 활약한다.
방랍 정벌전에서도 전선에서 활약하였고, 끝까지 살아남았다. 방랍의 난을 평정한 후에 관직에 임명되어 역시 살아남은 손신·고대수·추윤과 함께 등주로 돌아갔다.